# Häuslingen (Wieseth)
Häuslingen ist ein Gemeindeteil der Gemeinde Wieseth im Landkreis Ansbach (Mittelfranken, Bayern). Häuslingen liegt in der Gemarkung Deffersdorf.

## Geographie
Durch das Dorf fließt ein Seitenarm des Hechelbachs, der ein linker Zufluss der Wieseth ist und westlich des Ortes eine Talmulde bildet. Im Nordwesten grenzt das Flurgebiet Birkenbusch an. 0,5 km im Nordosten liegt das Waldgebiet Baderschlag, 0,5 km im Osten das Waldgebiet Brand. Die Staatsstraße 2248 führt nach Wieseth (2,5 km südlich) bzw. nach Limbach (1,5 km nördlich). Eine Gemeindeverbindungsstraße führt nach Mittelschönbronn (1,5 km südwestlich).

## Geschichte
Häuslingen lag im Fraischbezirk des ansbachischen Oberamtes Feuchtwangen. 1732 bestand der Ort aus fünf Anwesen und einem Gemeindehirtenhaus. Alleiniger Grundherr war das Hochstift Eichstätt (Stiftskapitel Herrieden: 2 Höfe, 1 Halbhof; Kastenamt Herrieden: 1 Hof, 1 Gut). An diesen Verhältnissen änderte sich bis zum Ende des Alten Reiches nichts. Von 1797 bis 1808 unterstand der Ort dem Justiz- und Kammeramt Feuchtwangen.
Mit dem Gemeindeedikt (frühes 19. Jahrhundert) wurde Häuslingen dem Steuerdistrikt Gräbenwinden und der Ruralgemeinde Oberschönbronn zugeordnet. Im Zuge der Gebietsreform in Bayern wurde diese am 31. Dezember 1971 aufgelöst und Häuslingen nach Wieseth eingemeindet.

### Einwohnerentwicklung
| Jahr      | 001818 | 001840 | 001861 | 001871 | 001885 | 001900 | 001925 | 001950 | 001961 | 001970 | 001987 | 002006 |
| Einwohner | 59     | 51     | 55     | 48     | 55     | 55     | 69     | 87     | 57     | 40     | 37     | 37     |
| Häuser    | 9      | 9      |        |        | 10     | 11     | 13     | 12     | 11     |        | 12     |        |
| Quelle    | [ 10 ] | [ 11 ] | [ 12 ] | [ 13 ] | [ 14 ] | [ 15 ] | [ 16 ] | [ 17 ] | [ 18 ] | [ 19 ] | [ 20 ] | [ 1 ]  |

## Religion
Der Ort ist seit der Reformation evangelisch-lutherisch geprägt und bis heute nach St. Wenzeslaus (Wieseth) gepfarrt. Die Einwohner römisch-katholischer Konfession waren ursprünglich nach St. Jakobus der Ältere (Elbersroth) gepfarrt, heute ist die Pfarrei Herz Jesu (Bechhofen) zuständig.